# Vall de Bielsa
La Vall de Bielsa és una vall del Pirineu aragonès a la comarca del Sobrarb al costat de la vall de Pineta. A la vall de Bielsa s'hi parla un dialecte de l'aragonès, anomenat belsetán. Es troba en procés de substitució lingüística a favor del castellà, llengua majoritària a la zona. El clima de les parts més baixes de la vall, on es troben els nuclis de població, presenta unes temperatures mitjanes de 3,9 °C en el mes més fred i de 21 °C en el mes més càlid. Les precipitacions mitjanes anuals, com les temperatures, varien amb l'altura: van dels 1.305 mm. a Salines als 1.409 mm. en Urdiceto. Les amplituds tèrmiques diàries i estacionals són fortes, sobretot en els cims.
S'estén des de la línia de crestes de la zona axial pirinenca, a l'est del massís de Mont Perdut, conegut per Las Tres Sorores: Mont Perdut (3.355 m), Cilindre de Marboré (3.328 m), i Anyiscle (3.263 m) anomenat, també aquest últim, Soum de Ramond; fins a la confluència del Cinca amb el Cinqueta. Del massís, serralada calcària, el riu Cinca en la vall de Bielsa recull les aigües del riu Barrosa i gira cap al sud iniciant un tram intricat en què se succeeixen canvis de pendent i diversos congosts.
Amb aquest nom es coneixen les valls de l'Alt Cinca, Pineta i de la vall de Barrosa, separades de França per cims d'uns 2.500 metres, entre els quals hi ha passos de comunicació amb França, com el Port de Bielsa. Per l'est, els cims arriben als 3.000 metres i separen la vall de Bielsa de la vall de Gistau. Antigament es comunicava per un camí que passa pel coll de Creu de Guàrdia. Pel sud i per l'oest Montinier i Les Zucas (2800 metres) marquen la frontera amb la vall de Puértolas. A les muntanyes s'hi troben estanys, alguns regulats per a la seva utilització hidroelèctrica, com el Marboré i el Urdiceto.